# BioWare
BioWare — канадська компанія розробник відеоігор, що базується в Едмонтоні, провінції Альберта. Заснована 1 лютого 1995 року щойно дипломованими лікарями Рейем Музикою, Грегом Зещуком і Августином Їпом разом із Трентом Остером, Брентом Остером і Марселем Зещуком. З 2007 року компанія належить американському видавництву Electronic Arts.
BioWare спеціалізується на рольових відеоіграх і отримала світове визнання за розробку культових і успішних ліцензійних франшиз: Baldur's Gate, Neverwinter Nights і Star Wars: Knights of the Old Republic. Вони створили кілька інших успішних ігор на основі оригінальної інтелектуальної власності: Jade Empire, франшизи Mass Effect і Dragon Age. У 2011 році BioWare випустили свою першу багатокористувацьку онлайнову рольову гру (MMORPG), Star Wars: The Old Republic.

## Історія
Заснування
BioWare заснували Рей Музика, Грег Зещук, Трент Остер, його брат Брент, двоюрідний брат Зещука Марсель та Августин Їп. З команди засновників Музика, Зещук та Їп нещодавно закінчили медичний факультет Альбертського університету та мали досвід програмування навчальних програм. Разом з Їпом вони створили програму медичного моделювання. Трійця також грала у відеоігри для відпочинку, зрештою вирішивши розробити власні. Їхній успіх у галузі медицини забезпечив їм фінансування, необхідне для запуску власної компанії. Щоб створити свою першу гру, вони об’єднали свій капітал, що становило близько $100 тис. Компанію зареєстровали 1 лютого 1995 року, але офіційно вона почала роботу 22 травня 1995 року.
1990-ті: Shattered Steel і Baldur's Gate
Перша гра компанії, Shattered Steel, стартувала як демо перевірки концепції, подібно до ігор серії MechWarrior, яку було надіслано десяти видавцям, семеро із яких всерйоз зацікавились проєктом. Видавничу угоду на Shattered Steel зрештою було підписано з Interplay Entertainment. Приблизно в той час Брент і Трент Остери залишили BioWare, щоб створити Pyrotek Studios, яка самостійно продовжила розробку, але розпалася через рік, і Трент повернувся в BioWare, щоб завершити гру. Shattered Steel була випущена вже наступного року, її реліз IGN назвали «скромним успіхом» з «пристойними продажами». Двома моментами, які заслуговують на увагу, були деформація місцевості — зброя гравця утворювала кратери у внутрішньоігровому середовищі та зона пошкоджень — прицільні постріли могли вибити зброю з рук ворогів. Продовження Shattered Steel було заплановано на 1998 рік, але її розробка так і не почалася.
Засновники та співробітники BioWare були зацікавлені не тільки комп’ютерними, але і настільними рольовими іграми. Тому їхнім наступним проєктом розробки, на відміну від попередньої гри у жанрі пригодницького бойовика, було вирішено зробити рольову гру. Роком раніше BioWare представляла видавцям ігрове демо під назвою Battleground: Infinity, Interplay Entertainment тоді зауважили, що використаний там ігровий рушій добре підійде для гри по Dungeons & Dragons, ліцензію на яку вони якраз придбали у Strategic Simulation. Тож BioWare адаптували свій рушій до набору правил D&D.
Результатом стала Baldur's Gate, над якою команда працювала три роки. Протягом цього часу троє лікарів продовжували займатися лікарською практикою, але умови ігрового девелопменту згодом спонукали Музику та Зещука залишити медицину та перейти до індустрії відеоігор, Августин Їп, в свою чергу, вирішив продовжити свою медичну практику. Після виходу Baldur's Gate, гра продалась загалом понад два мільйони копій, що майже зрівнялося з продажами Diablo від вже іменитої на той час компанії Blizzard Enterteinment. Після успіху Baldur's Gate, розроблений студією ігровий рушій Infinity Engine використовувала дружня BioWare студія Black Isle Studios для своїх проєктів Planescape: Torment і серії Icewind Dale. Успіх Baldur's Gate супроводжувався випуском сюжетного розширення для гри: Tales of the Sword Coast.
2000-ні: придбання компанією Electronic Arts, Mass Effect і Dragon Age
Того часу BioWare вирішили повернутися до жанру бойовиків. Спочатку компанія думала про створення продовження до Shattered Steel, але зрештою для розробки було обрано продовження MDK від Shiny Entertainment. MDK2 була випущена на ПК, Dreamcast і, зрештою, PlayStation 2, що стало першим консольним досвідом для BioWare. MDK2 отримала такі ж високі оцінки від критиків, як і оригінальна гра, але, незважаючи на успіх, у своєму наступному проєкті BioWare повернулися до серії Baldur's Gate.
Baldur's Gate II: Shadows of Amn вийшла у 2000 році, через два роки після випуску оригінальної гри. Продажі Baldur's Gate II становили два мільйони копій, що зрівнялося з продажами першої частини серії. Однак успіху Baldur's Gate II і MDK2 було недостатньо для фінансової стабілізації Interplay, яка на той час виступала видавцем проєктів Bioware. Після ліквідації Interplay Entertainment, BioWare почали працювати з Infogrames, яка пізніше була перейменована на Atari. Спочатку Neverwinter Nights мала бути видана Interplay, але компанія втратила ліцензію на гру на користь Atari, а частину ліцензії на Dungeons & Dragons — BioWare, яку вони теж продали Atari. Після цього BioWare розробили Star Wars: Knights of the Old Republic та Jade Empire, — проєкти, видавцями яких виступали Interplay Entertainment, Infogrames, LucasArts та Microsoft.
У наступні кілька років відбулася низка змін у корпоративному статусі BioWare. У листопаді 2005 року було оголошено про об'єднання BioWare із заснованою колишніми співробітниками Activision, Pandemic Studios, хоча кожен з них зберігатиме власний брендінг, у партнерство під назвою VG Holding Corp, підтримкою якого буде займатись фонд приватних інвестицій Elevation Partners. 11 жовтня 2007 року було оголошено, що VG Holding Corp. були викуплені Electronic Arts за $775 млн (еквівалентно $1,01 млрд у 2021 році). Таким чином BioWare стали підрозділом Electronic Arts, але все ще зберегли власний брендінг.
У 2007 році BioWare випустили науково-фантастичну рольову гру Mass Effect. Наступного року вони випустили свою першу гру для портативних консолей Sonic Chronicles: The Dark Brotherhood ексклюзивно для Nintendo DS. Пізніше EA оголосили про об’єднання BioWare з Mythic Entertainment, ще одним підрозділом EA, для спільної розробки всіх своїх рольових ігор в одному бізнес-підрозділі.
Фокусування уваги Electronic Arts на жанрі MMORPG у 2008 році призвело до того, що до BioWare було приєднано три додаткові студії поза їх штаб-квартирою в Едмонтоні. Першими стали, розташовані в Остіні, штат Техас під керівництвом ветеранів індустрії Гордона Волтона і Річарда Фогеля, які працювали над проєктом Star Wars: The Old Republic. І про студію, і про проєкт було оголошено 13 березня 2006 року. 2 березня 2009 року BioWare оголосили про відкриття нової студії в Монреалі, Квебек, для допомоги існуючим проєктам у разі необхідності.
У середині 2000-х BioWare розробили низку проєктів, які зрештою були скасовані. Портативний спіноф у всесвіті Mass Effect під назвою Mass Effect: Corsair, при розробці якого команда надихалася грою Star Control, планувався як пригодницький бойовик з видом від першої особи для Nintendo DS у 2008 році. Продовження Jade Empire в якийсь момент також перебувало у стадії розробки, пізніше проєкт перетворився на свого ж духовного наступника під робочою назвою Revolver, який все ж було скасовано у 2008 році. Трент Остер очолював команду, яка працювала над шпигунською рольовою грою з робочою назвою Agent. Невикористані концепт-арти для Agent і Revolver представлені в арт-буці BioWare: Stories and Secrets from 25 Years of Game Development випущеному студією у січні 2021 року.
24 червня 2009 року Electronic Arts оголосили про реструктуризацію розробки рольових і багатокористувацьких онлайн-ігор у нову робочу групу, до якої увійшли Mythic Entertainment і BioWare. Рей Музика, співзасновник і генеральний менеджер BioWare, був призначений генеральним менеджером цієї новоствореної «BioWare Group». Інший співзасновник BioWare, Грег Зещук, став креативним директором нової студійної групи MMORPG. Студії BioWare залишилися без змін і продовжували звітувати Музиці. Ближче до кінця 2009 року BioWare випустили фентезійну рольову гру на основі оригінальної ІВ Dragon Age: Origins, яка заслужила дуже позитивні оцінки від критиків та ігрової спільноти.
2010-ті: вихід з компанії Музики та Зещука, «легендарний» фінал трилогії Mass Effect, Anthem
У січні 2010 року BioWare випустили наступну гру у франшизі Mass Effect, Mass Effect 2, яка згодом отримала широке визнання ігрової спільноти. Компанія оголосила, що в 2011 році відкриє новий офіс обслуговування клієнтів в Голвей, Ірландія. BioWare завершили роботу над трьома своїми наймасштабнішими іграми у дуже короткий часовий проміжок між 2011 і 2012 роками. Зокрема, MMORPG Star Wars: The Old Republic у франшизі Зоряних Війн, що була офіційно анонсована 21 жовтня 2008 року, хоча BioWare вже натякали на співпрацю з LucasArts у жовтні минулого року, а також Dragon Age II і Mass Effect 3.

Акція протесту фанбази на релізі фіналу трилогії Mass Effect. 402 «різноманітних і унікальних» кекса

Після випуску завершальної частини трилогії Mass Effect 3 у березні 2012 року спалахнув справжній бунт фанатів серії. Гравці скаржилися на те, що обіцяні розробниками так звані «різноманітні і унікальні», за словами керівника проєкту Кейсі Гадсона фінали трилогії, на ділі виявилися пустими та абсолютно беззмістовними. Спочатку фанбаза організувала благодійний грошовий збір названий «Retake Mass Effect 3» (англ. «Відвоюй Mass Effect 3»), у ході якого були зібрані кошти у розмірі $80 тис та пожертвувані дитячій благодійній організації. Далі був організований ще один грошовий збір, на кошти з якого кондитери спеціально орендованої пекарні випікли рівно 402 ідентичні кекси, єдиною різницею між якими були іронічно «різноманітні і унікальні» три кольори крему зверху (синій, зелений і червоний — відповідно до кольорів «різноманітних та унікальних» фіналів гри). Коробки з випічкою були надіслані у офіс BioWare у Едмонтоні. Керівництво BioWare у свою чергу передали усю посилку до місцевого притулку, заборонивши всім своїм співробітникам до них торкатися, що викликало ще більш негативну реакцію серед частини спільноти, яка вважала це ще однією ознакою того, наскільки BioWare зневажливо ставиться до своєї фанбази. Інша ж частина вважала це вдалим кроком від BioWare для завершення цієї акції. 5 квітня 2012 року BioWare оголосили, про перенесення розробки всього додаткового контенту до гри, з метою розширення оригінального фіналу та роботи над помилками у найпоширеніших моментах критики. Extended Cut було випущено для безкоштовного завантаження 26 червня 2012 року.
18 вересня 2012 року, наступного дня після офіційного анонсу Dragon Age: Inquisition, Рей Музика та Грег Зещук, двоє співзасновників студії, одночасно оголосили про вихід як із BioWare, так і з ігрової індустрію в цілому. Після майже року відсутності офіційного керівника студії, 9 вересня 2013 року EA призначили Метью Бромберга генеральним менеджером групи лейбла BioWare. Колишній генеральний директор і президент Major League Gaming, Бромберг працював генеральним менеджером BioWare Austin з 2012 року, після його підвищення цю посаду зайняв Джефф Хікман. Аарон Флінн залишився відповідальним за BioWare Canada, а Джон Ван Канеґем очолив Victory Games і Waystone Studio, котрі також є частиною лейбла BioWare.
Після придбання та ліквідації LucasArts, в травні 2013 року Electronic Arts стали єдиним видавцем відповідальним за розробку та випуск майбутніх ігор по франшизі Зоряних війн. У листопаді 2013 року були опубліковані тизерні зображення з наступної частини серії Mass Effect. На виставці E3 2014 компанія BioWare Edmonton оголосила про роботу над новою (без назви) оригінальною ІВ на додаток до продовжень своїх нинішніх франшиз. Ще одна нова ІВ під назвою Shadow Realms була анонсована на Gamescom 2014, але вже 9 лютого 2015 року Bioware Austin оголосили про скасування розробки цього проєкту.
Кейсі Гадсон, один з творців серії Mass Effect, залишив BioWare у травні 2014 року, тоді як Дрю Карпишин, сценарист Star Wars: Knights of the Old Republic та перших двох ігор Mass Effect, повернувся у 2015 році, ведучий сценарист Dragon Age Девід Ґейдер залишив BioWare у січні 2016 року. Кріс Вінн і Кріс Шлерф, які зіграли важливу роль у розробці Mass Effect: Andromeda, пішли зі студії в грудні 2015 і лютому 2016 роках відповідно. Алексіс Кеннеді, співзасновник Failbetter Games і креативний директор Dragon Age: The Last Court, приєднався до BioWare як «перший в історії студії запрошений сценарист» у вересні 2016 року.
13 вересня 2016 року EA оголосили про створення EA Worldwide Studios, яка складатиметься з BioWare, EA Mobile і Maxis на чолі зі співзасновником DICE Патріком Содерлундом. У той же час Саманта Раян, голова EA Mobile і Maxis, була призначена новим керівником BioWare Studios. Випущена в березні 2017 року, Mass Effect: Andromeda опинилася в центрі чергового скандалу.  Результатом Mass Effect: Andromeda стали продажі нижчі, ніж у попередніх іграх серії. Враховуючи обставини, Electronic Arts, як повідомляється, заморозили всю серію Mass Effect, понизивши BioWare Montréal, відповідальних за Andromeda, з провідної команди розробників до групи підтримки, а пізніше об’єднавши її з Motive Studio.
Під час прес-конференції EA Play 10 червня 2017 року BioWare представили Anthem — новий рольовий бойовик, у розробці якого брав участь Дрю Карпишин, який раніше працював над Mass Effect і Mass Effect 2. У липні 2017 року Аарон Флінн, генеральний менеджер BioWare, оголосив, що покине компанію, а Кейсі Гадсон повернувся в BioWare на посаду генерального менеджера. Провідний геймдизайнер Jade Empire і креативний директор франшизи Dragon Age Майк Лейдлоу оголосив про свій вихід з BioWare в жовтні 2017 року після 14 років роботи в компанії. Джеймс Олен, провідний дизайнер серії Baldur's Gate, Neverwinter Nights, Knights of the Old Republic, Jade Empire і Dragon Age: Origins, а також ігровий директор The Old Republic, покинув студію після 22 років роботи у BioWare у липні 2018 року.
24 вересня 2019 року було оголошено, що BioWare перенесла свій головний офіс у Епкор Тауер у центрі Едмонтона.
2020-ті: вихід з компанії Гатсона та Дарри, Dragon Age: The Veilguard, Mass Effect: Legendary Edition
7 листопада 2020 року або у «День N7» — дату, яку BioWare ще з 2012 року неофіційно проголосили як щорічне «всесвітнє святкування» франшизи Mass Effect, було анонсовано Mass Effect Legendary Edition, а також новий, безіменний на той час, тайтл у франшизі, який знаходиться на ранньому етапі розробки. 3 грудня 2020 року Кейсі Гадсон вдруге пішов з BioWare, цього разу компанію йому склав Марк Дарра, виконавчий продюсер франшизи Dragon Age. Дарра висловив вдячність за час, проведений у BioWare, у своєму оголошенні про відставку, зокрема засновникам Рею Музиці та Грегу Зещуку, але здавалося очевидним, що його відхід був не зовсім щасливим. Через рік після того, як він пішов, Дарра опублікував відео на YouTube, у якому критикував знамениту здатність студії створювати чудові ігри за складних умов, дуже прямо сказавши, що «так звана магія BioWare — це фігня». Electronic Arts заявили, що робота над Mass Effect і Dragon Age все одно триватиме. 10 грудня 2020 року на The Game Awards було показано тизер-трейлер наступної гри Mass Effect. 14 травня 2021 року Mass Effect: Legendary Edition вийшла на платформах Microsoft Windows, PlayStation 4 і Xbox One.
У червні 2022 року безіменна, на той час, умовна Dragon Age 4 отримала офіційну назву Dragon Age: Dreadwolf. 4 липня 2022 року директор проєкту Майкл Ґембл оголосив про те що Мері ДеМарл, ведучий сценарист Deus Ex: Human Revolution, Deus Ex: Mankind Divided та Marvel's Guardians of the Galaxy, приєднується до команди працюючої над наступною частиною Mass Effect у якості старшого наративного директора. А 7 листопада 2022 року, було випущено новий трейлер та декілька артів наступної, все ще безіменної, частини Mass Effect.
27 березня 2023 року із звіту VentureBeat стало відомо, що Марк Дарра, який покинув BioWare у грудні 2020 року, повернувся до роботи консультантом над майбутнім Dragon Age: Dreadwolf. EA також повідомили, що в міру того, як виробництво Dreadwolf просувається вперед, основна частина команди розробників Mass Effect приєднається, щоб допомогти у її розробці.
7 червня 2023 року видання IGN, покликаючись на власні джерела, повідомили про передачу видавцем Star Wars: The Old Republic сторонній студії. Згідно з джерелами, знайомими з цією справою, студія Broadsword й Electronic Arts вже підписали угоду, яка набере чинності того ж місяця. Згідно з угодою, подальшу роботу над The Old Republic буде передано компанії Broadsword Online, якою керує колишній співзасновник Mythic Entertainment і віцепрезидент BioWare Роб Дентон, що вже працював над The Old Republic на початкових етапах її розробки. Після публікації цієї історії EA виступили з публічною заявою, у якій підтвердили свої наміри. EA продовжить видавати Star Wars: The Old Republic, але цей крок має на меті повністю перевести BioWare на розробку ігор по франшизах Mass Effect і Dragon Age.
У серпні 2023 року студія повідомила про звільнення 50 працівників, серед яких були ключові сценаристи та технічні спеціалісти компанії. Зокрема серед звільнених осіб опинилася Мері Кірбі — сценарист BioWare з 2006 року, з під пера якої вийшли такі відомі персонажі як Варрік Тетрас, Стен і Вівьєн з серії Dragon Age та Лукас Крістіянсон, який працював у студії з моменту її заснування і подарував її іграм таких персонажів як Мінск і Бу у Baldur's Gate та Джокер у Mass Effect. Генеральний менеджер BioWare Гері Маккей прокоментував цю ситуацію написавши, що звільнення були необхідні для забезпечення працездатності студії, оскільки вона продовжує розробку Dragon Age: Dreadwolf. У жовтні семеро з них подали до суду на BioWare, вимагаючи додаткової компенсації, оскільки діюча NDA не дозволяла їм додати свою участь у розробці Dreadwolf до свого портфоліо аж поки гра не вийде в реліз.
В жовтні 2024 року Dragon Age: The Veilguard вийшла на Microsoft Windows, Play Station 5 та Xbox Series, одразу потрапивши в масштабний скандал, через свої гендерно політизовані наративи і намагання маніпулювати рецензіями до релізу. Вже через два місяці EA повідомили, що The Veilguard стала для видавця фінансовим провалом, не виправдавши навіть п'ятдесяти відсотків очікуваних продажів, що призвело до рекордного за останні десять років обвалу акцій EA на 18%. Невдовзі також стало відомо про масові звільнення у Bioware, хоча точних даних про кількість звільнених співробітників не повідомлялося, велика кількість ключових фігур відповідальних за розробку Dragon Age: The Veilguard, включно з керівником проєкту, продюсером, головним сценаристом та іншими співробітниками повідомили про втрату своїх робочих місць. Пізніше того ж місяця EA провели реорганізацію та скоротила штат BioWare, залишивши у студії менше ста працівників, що працюватимуть над розробкою наступної частини Mass Effect.

## Технології
У період з 1998 по 2011 рік BioWare розробила низку власних ігрових рушіїв, які стали технічною основою для їх ігор. Деякі з цих рушіїв потім були ліцензовані іншим компаніям для розробки власних ігор. Інші постачалися з наборами інструментів модифікації, що дозволяло фан-спільноті створювати оригінальні пригоди за допомогою технологій BioWare.
Першим створеним BioWare рушієм став Infinity Engine, який вони використовували як основний компонент для розробки двовимірних рольових відеоігор на основі Dungeons & Dragons у своїй серії Baldur's Gate (1998–2001). Цей рушій також використовувався Black Isle Studios у своїх високо оцінених критиками Planescape: Torment (1999) і обох частинах Icewind Dale (2000–2002). Beamdog придбали у BioWare ліцензію на рушій для розробки Baldur's Gate: Enhanced Edition та Baldur's Gate II: Enhanced Edition — HD-ремастерів оригінальних ігор від BioWare у 2012 році, вони модифікували Infinity Engine і створили свою версію рушія, яку називають «Infinity Enhanced Engine» (альт. «Infinity Plus Engine» або «Infinity Bless Engine»).
Наступним розробленим студією рушієм став Aurora Engine, який по суті є покращеною версією Infinity Engine. Він включає повну підтримку 3D-графіки, освітлення та тіні в реальному часі та об’ємний звук. BioWare використовували Aurora Engine у Neverwinter Nights (2002), а також двох розширеннях до неї. Гра включала «Aurora toolset» — набір інструментів, що дозволяє користувачам створювати власні модулі пригод, у які можна грати як в одиночній, так і багатокористувацькій кампанії. Набір інструментів користувався великою популярністю серед модерської спільноти, з його допомогою було створено понад тисячу фанатських модулів тільки за перше півріччя після релізу. Obsidian Entertainment використали оновлену версію рушія, яку вони назвали «Electron Engine» для розробки Neverwinter Nights 2 (2006) і трьох розширень до неї (2007–2009). Як і оригінал, набір інструментів Electron toolset був випущений разом з грою. Польська студія CD Projekt Red також придбали ліцензію на Aurora Engine у BioWare для розробки Відьмак (2007), ігрової адаптації серії польських фантастичних романів, хоча модуль рендерингу вони переписали з нуля.

Набір користувацьких інструментів для створення власних ігрових модулів на рушії Eclipse Engine

BioWare використовувала оновлену версію Aurora під назвою Odyssey Engine в розробці Star Wars: Knights of the Old Republic (2003) та своїй першій грі, заснованій на оригінальній інтелектуальній власності Jade Empire (2005). Odyssey Engine став першим рушієм BioWare, який дозволяє розробку для ігрових консолей. Обидві гри спочатку були випущені для Xbox, а потім перенесені на платформу ПК. Obsidian Entertainment використовували Odyssey Engine для розробки Star Wars: Knights of the Old Republic II — The Sith Lords (2004), BioWare надавали технічну допомогу команді розробників під час роботи над The Sith Lords та Neverwinter Nights 2.
Останнім рушієм, розробленим BioWare на цей час, є Eclipse Engine, у який серед інших нововведень, додали підтримку апаратного прискорення PhysX. Він використовувався для створення Dragon Age: Origins (2009) і її сюжетного розширення Dragon Age: Origins – Awakening (2010). Як і Neverwinter Nights, Dragon Age: Origins було випущено з набором інструментів, щоб дозволити гравцям створювати власні пригодницькі модулі до гри. Оновлена версія Eclipse Engine, яку студія використовувала у Dragon Age II (2011), отримала назву Lycium Engine.
У вересні 2004 року BioWare придбали ліцензію на використання Unreal Engine 3 від Epic Games. Зрештою Unreal Engine 3 буде використано для розробки оригінальної трилогії Mass Effect (2007–2012), а також Mass Effect: Legendary Edition (2021).
У 2013 році EA підтвердила, що всі майбутні ігри, розроблені BioWare, будуть створені на Frostbite Engine, рушії від компанії DICE. Усі три останні гри BioWare (Dragon Age: Inquisition, Mass Effect: Andromeda та Anthem) були розроблені на Frostbite 3 у рамках загального руху до єдиної технологічної основи в усіх студіях підпорядкованих Electronic Arts.

## Підрозділи
BioWare Austin — Остін, штат Техас. Засновано в березні 2006 року спеціально для розробки Star Wars: The Old Republic, пізніше філія почала працювати над новою ІВ під назвою Shadow Realms, але проєкт було відкладено в лютому 2015 року, щоб зосередитися на розробці Dragon Age: Inquisition і Star Wars: The Old Republic.
Закриті
- BioWare Montreal — Монреаль, Квебек. Засновано в березні 2009 року для допомоги студії в Едмонтоні.[12] Керували розробкою завантжувального контенту для серії Mass Effect, а також були основною командою розробки Mass Effect: Andromeda.[104] У серпні 2017 року філію було об’єднано з Motive Studio.[105]
- BioWare San Francisco — Сан Франциско, Каліфорнія. Оригінальною назвою в момент заснування була EA2D, відповідальні за розробку Mirror's Edge 2D і Dragon Age: Legends. Стали частиною BioWare, але були закриті в лютому 2013 року.[106][107]
- BioWare Mythic — Ферфакс, штат Вірджинія. Оригінальна назва в момент заснування Mythic Entertainment, у червня 2009 року перейменовані на BioWare Mythic, а у листопаді 2012 року знову на Mythic Entertainment. Студію закрили у 2014 році.[108][109]
- Victory Games — Лос Анжелес, Каліфорнія. Засновано в лютому 2011 року як BioWare Victory для розробки Command & Conquer (2013),[110] вони відмовилася від лейбла BioWare в своїй назві в листопаді 2012 року,[109] але залишилася частиною BioWare. Студія закрилася в жовтні 2013 року.[111]
- Waystone Games — Лос Анжелес, Каліфорнія. Розробник Dawngate, який було скасовано у листопаді 2014 року, а студію ліквідовано.[112]
- BioWare Sacramento — Сакраменто, Каліфорнія. Оригінальна назва в момент заснування KlickNation, придбана Electronic Arts та перейменована в BioWare Sacramento у 2011 році, знову перейменована в EA Capital Games у 2014 році.[113]